# 滚烫的爱
《幸福湯屋》，日本電影，2016年10月29日上映，由宫泽理惠主演。此部电影的编剧兼导演则是首次执导商业电影的中野量太 。

## 故事
曾经和她的丈夫一浩一起打理浴池的双叶，在她的丈夫失踪以后，关闭了自己的浴池，到一家面包店里打工来抚养自己的女儿安澄。有一天她突然在面包店猝倒，到医院接受检查，却被医生诊断为末期癌症 。得知自己只剩下不到两三个月的时间而一度十分低落的双叶，顷刻间又意识到，自己那些剩下应该做的事还有很多，已经不能再这么低落下去了。
首先，她让为校园霸凌烦恼得几乎要逃学的安澄振作起来，让她向学校的同级生好好宣明自己。然后，把一度不知去向的一浩带回来，重新经营起自己的浴池，也决意让这个家重新开始。双叶以她稳重的持家以及她深远的爱，一次一次地，做了许多努力，最终赢回了一浩的心，还带回了被一浩的情妇搪塞给一浩抚养的养女鲇子，重新组成了完整的家庭。不仅如此，她还让丈夫独自看家，自己带着女儿们远行。她这么做其实是为了让安澄见一见她真正的生母...

## 演員表
- 幸野双葉 - 宮澤理惠（幼少期：住田萌乃）
- 幸野安澄 - 杉咲花
- 幸野一浩 - 小田切讓
- 向井拓海 - 松坂桃李
- 片瀬鮎子 - 伊東蒼
- 酒巻君江 - 篠原友希子
- 滝本 - 駿河太郎
- 滝本真由 - 遥
- 宮田留美 - 松原菜野花

## 工作人員
- 監督・脚本 - 中野量太
- 製作 - 藤本款、太田哲夫、村田嘉邦、篠田学、板東浩二
- 攝影 - 池内義浩
- 照明 - 谷本幸治
- 錄音 - 久連石由文、片倉麻美子
- 美術 - 黒川通利
- 服裝 - 加藤麻乃
- 裝飾 - 三松惠子
- 音響效果 - 松浦大樹
- 髮型 - 千葉友子、酒井夢月
- 編集・題字 - 高良真秀
- 音樂 - 渡邊崇

## 外部連結
- 互联网电影数据库（IMDb）上《幸福澡堂》的资料（英文）

## 脚注
1. ↑  . 映画ナタリー. 2015-06-10  [2016-10-20]. （原始内容存档于2018-06-20）.